# Sara Hjort Ditlevsen
Sara Hjort Ditlevsen (Kopenhagen - 23 mei 1988) is een Deense actrice en filmregisseur. 
Voor haar rol van de grappige, gestoorde Helene in de film Undskyld jeg forstyrrer kreeg ze in 2013 de Bodil (filmprijs) voor beste vrouwelijke hoofdrol. Ze speelde in datzelfde jaar de Deense Stine in de Nederlandse film Borgman van Alex van Warmerdam. Naast bioscoopfilms speelt ze ook in televisieseries, zoals Forestillinger, waarin ze in 2007 debuteerde, en Rita (2012–2017). Haar regiedebuut vond plaats in 2021 met de korte film Hungud.

## Filmografie

### Speelfilms
- Love and Rage (2009) – Sofie
- The Woman That Dreamed About a Man (2010) – receptioniste
- Undskyld jeg forstyrrer (2012) – Helene
- Talenttyven (2012) – Lina
- Borgman (2013) – Stine
- Heaven (2015) – Victoria
- Al Medina (2015) – Sarah
- Comic Sans (2018) – Sofie
- Advokaten / The Lawyer (2018) – Therese Waldman
- Gourmet (2020) – Afrodite
- Hungud, korte film (2021) – Sally, tevens regisseur

### Tv-series
- Forestillinger (2007) – Katrin
- Kristian  (2009) – Julie
- Rita (2012-2020) – Molly Madsen
- Gidseltagningen / Countdown Copenhagen (2017) – Louise Falck
- Perfekte Steder (2017-2019) – Rose
- Dag og nat (2022) – Tine

- Virtual International Authority File: 192149106038968490964